# Akçaabat Sebatspor
El Akçaabat Sebatspor es un equipo de fútbol de Turquía que juega en la Primera Liga de Trabzon, una de las ligas regionales que conforman la séptima división de fútbol en el país.

## Historia
Fue fundado en el año 1923 en la localidad de Akçaabat de la región de Trabzon con el nombre Sebat İdman Yurdu y es uno de los 10 equipos de fútbol más viejos de Turquía, sobre todo por ser el club que representa a una ciudad pequeña.
En 1940 el club cambia su nombre por el de Akçaabat Genclik, siete años después pasa a llamarse Sebat Genclik y para 1968 llega a jugar a nivel profesional. En la temporada 1986/87 cambia su nombre por el que tiene actualmente.
En la temporada 2002/03 terminan en tercer lugar de la TFF Primera División, con lo que consiguen el ascenso a la Superliga de Turquía por primera vez en su historia, terminando en el lugar 13 en su primera temporada en la máxima categoría, convirtiéndose en el primer equipo representante de una ciudad pequeña en jugar en la máxima categoría.
En la temporada siguiente descienden a la TFF Primera División luego de terminar en último lugar entre 18 equipos, iniciando un proceso de caída libre que los ha llevado a jugar en las divisiones regionales.

## Temporadas
- Süper Lig: 2003-2005
- 1. Lig: 1978-1991, 1992-1993, 2000-2003, 2005-2007
- 2. Lig: 1970-1978, 1991-1992, 1993-2000, 2007-2011
- 3. Lig: 2011-2012
- Bölgesel Amatör Lig: 2012-2013
- Amatör Lig: 1923-1970, 2013-

## Entrenadores
- Kadir Özcan (2001-02)